# Duas Igrejas (Miranda do Douro)
Duas Igrejas (mirandesisch: Dues Eigreijas) ist eine Gemeinde im Kreis Miranda do Douro im Nordosten Portugals. Sie gehört zu dem Gebiet, in dem die einzige Regionalsprache Portugals gesprochen wird, das Mirandesisch.

## Geschichte
Funde belegen eine vorgeschichtliche Besiedlung, darunter die Felsmalereien in den Höhlen Abrigo Rupestre da Solhapa.
Im Mittelalter war der Ort ein Militärstützpunkt. Auch die später in der Gemeinde Duas Igrejas aufgegangene Gemeinde Cércio wurde bereits in den königlichen Erhebungen von 1258 geführt. Während des Siebenjährigen Krieges (1756–1763) war das Gebiet kurzzeitig von einem französisch-spanischen Heer besetzt. Das Gemeindehaus von Duas Igrejas war dabei zwischenzeitliches Hauptquartier des spanischen Generals Nicolás de Carvajal y Lancaster, dem Marqués de Sarriá.

## Verwaltung
Duas Igrejas ist Sitz einer gleichnamigen Gemeinde (Freguesia) im Kreis (Concelho) von Miranda do Douro im Distrikt Bragança. In ihr leben 558 Einwohner (Stand 19. April 2021).
Folgende Ortschaften liegen in der Gemeinde:

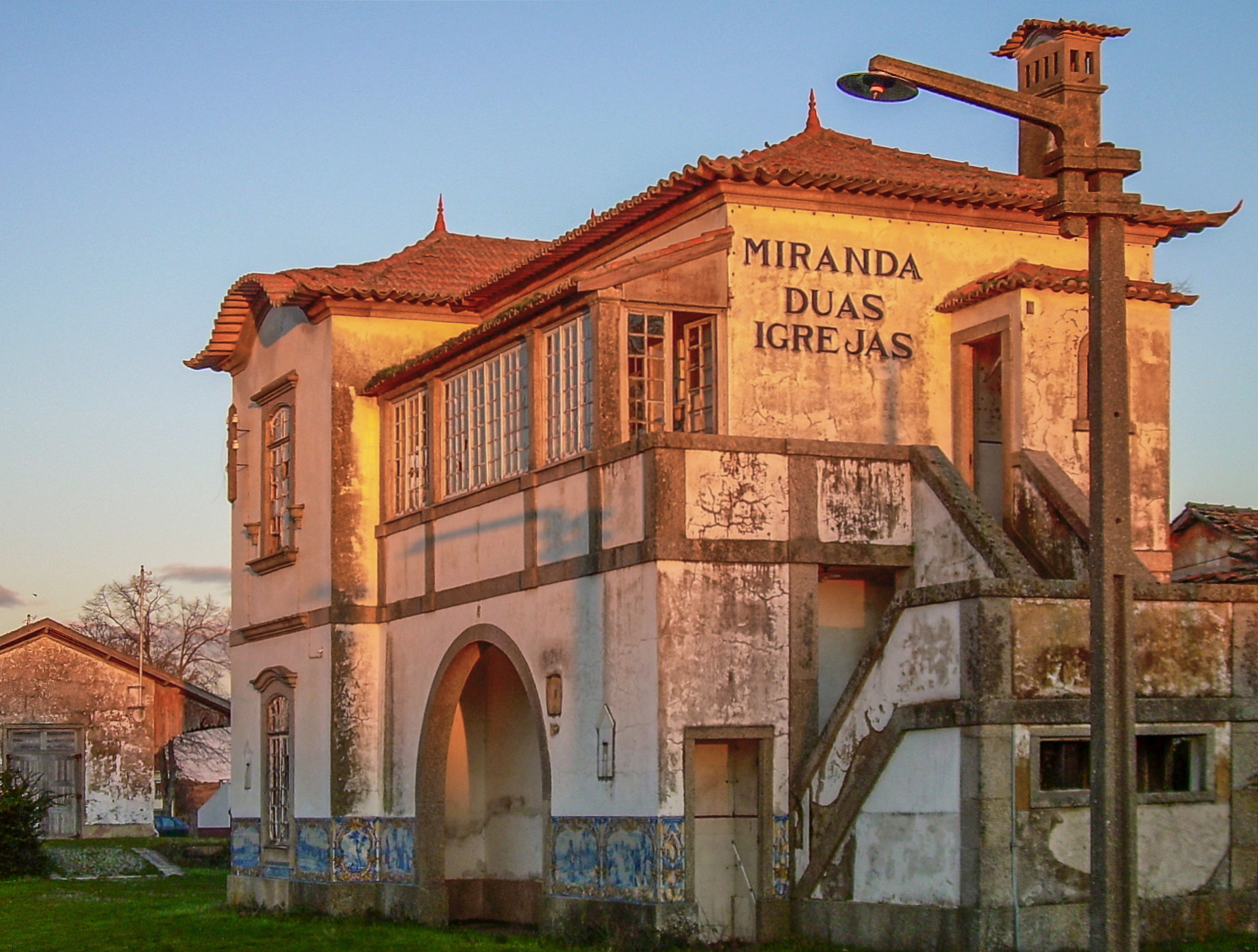
Der alte Bahnhof von Duas Igrejas

- Cércio
- Duas Igrejas
- Quinta do Cordeiro
- Vale de Mira

## Verkehr
Duas Igrejas war die Endstation der Eisenbahnlinie Linha do Sabor. Seit deren Einstellung 1988 hat die Gemeinde keinen Eisenbahnanschluss mehr.
Über die portugiesische Hauptstraße IC5 ist Duas Igrejas mit der 9 Kilometer nordöstlich gelegenen Kreisstadt Miranda do Douro und mit dem 36 Kilometer südwestlich entfernten Mogadouro entfernt.

## Söhne und Töchter des Ortes
- Rui Pereira (* 1956), sozialistischer Politiker